# Chen Zhibin
Chen Zhibin (21 oktober 1962) is een in China geboren, tot Duitser genaturaliseerde voormalig tafeltennisser. Na zijn actieve sportcarrière ging hij verder in zijn tak van sport als trainer-coach. In die hoedanigheid begeleidde hij onder meer TTC Zugbrücke Grenzau en verschillende spelers uit de Duitse selectie. De Chinees staat van 1 april 2009 tot en met de Olympische Zomerspelen 2012 voltijds onder contract bij de NTTB als bondscoach van het nationale Nederlandse vrouwenteam.

## Actieve loopbaan
Zhibin speelde als tafeltennisser zowel een tijd met de Chinese als vanaf 2000 een tijd met de Duitse vlag op zijn borst. Hij nam deel aan de wereldkampioenschappen van Dortmund 1989 en die van Chiba 1991. Samen met Chen Jing won hij daarop in '89 een bronzen medaille in het gemengd dubbelspel.
Een jaar later sleepte Zhibin zijn enige internationale titel binnen, door samen met Ma Wenge het mannendubbel te winnen op de Aziatische Spelen 1990. Hij haalde dat jaar als lid van de Chinese ploeg ook de finale van de WTC-World Team Cup, maar moest daarin genoegen nemen met zilver.
Zhibin kwam in competitieverband onder meer uit voor het Duitse TTC Zugbrücke Grenzau in de Bundesliga, waarvan hij later ook coach werd.